# Byakugō-ji

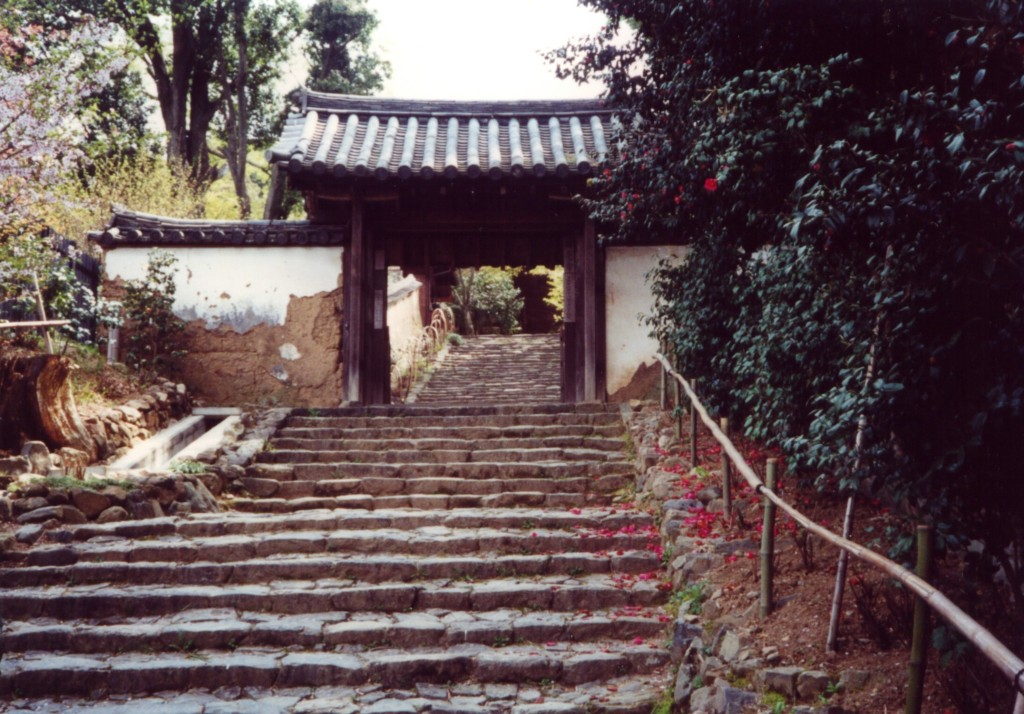
Weg zum Tempel (参道, sandō)

Der Byakugō-ji (jap. 白亳寺) ist ein buddhistischer Tempel am Westhang des Takamado (高円山) in Nara. Sein Name bezieht sich auf das weiße Haarbüschel zwischen den Augenbrauen, eines der 32 Merkmale Buddhas (三十二相, sanjūni sō).
Im 8. Jahrhundert gehörte der Bezirk einem kaiserlichen Prinzen. 
Der Tempel besitzt eine Amida-Statue aus der Nara-Zeit sowie eine Statue des Höllenkönigs Enma.
Berühmt wurde er durch den ungewöhnlichen 400 Jahre alten, fünffarbigen Kamelienbaum (五式椿). Seinen Ruf verdankt er auch dem roten und weißen Buschklee hagi im Herbst.

## Wichtige Ereignisse
- Anfang bis Mitte April: Kamelienblüte
- September: Hagi oder Buschkleeblüte
- Dezember: herbstliche Laubfärbung des Ahorns
- Liste buddhistischer Tempel und Klöster in Japan

Koordinaten: 34° 40′ 16″ N, 135° 51′ 5″ O